# 傑伊街-都會科技車站
傑伊街-都會科技車站（英語：Jay Street–MetroTech station）是美國紐約地鐵一個地下車站綜合體，有IND福爾頓街線、IND卡爾弗線和BMT第四大道線服務。綜合體位於布魯克林下城的都會科技中心（鄰近傑伊街及威爾勞比街）旁邊，設有以下列車服務：
- A線、F線、R線（任何時候停站）列車
- C線（任何時候停站（深夜除外））列車
- N線（僅深夜停站）列車
- W線（僅尖峰時段停站）列車

綜合體設有兩個分離而垂直的車站，過去分別名為「傑伊街-區公所車站」（英語：Jay Street–Borough Hall station）和「羅倫斯街-都會科技車站」（英語：Lawrence Street–MetroTech station），並不連結。2010年作為車站翻新的一部分，大都會運輸署興建了一條通道連接兩個車站，並將綜合體無障礙化。

## 車站結構
| G  | 街道                  | 出入口 |
| B1 | 夾層                  | 閘機、車站詢問處 升降機位於： - 傑伊街及威爾勞比街西北角 - 介乎橋街及杜菲爾德街的威爾勞比街南側，威爾勞比街100號。註：不可無障礙通行 |
| B2 | 北行                  | 往牙買加-179街（約克街） |
| B2 | 島式月台，左/右側開門 | |
| B2 | 北行                  | 往英伍德-207街（高街） · 往168街（高街）                                                                                             |
| B2 | 南行                  | 往勒弗茲林蔭路/遠洛克威/洛克威公園（霍伊特街-歇爾美角街） · 往尤克利德大道（霍伊特街-歇爾美角街）                                    |
| B2 | 島式月台，左/右側開門 | |
| B2 | 南行                  | 往康尼島-斯提威爾大道（卑爾根街） ·                                                                                                  |
| B3 | 北行                  | 往森林小丘-71大道（深夜時往白廳街-南碼頭）（法庭街） · 深夜時、 尖峰時段往迪特馬斯林蔭路（法庭街）                                   |
| B3 | 島式月台，左側開門    | |
| B3 | 南行                  | 往灣脊區-95街（德卡爾布大道） · 深夜時往康尼島-斯提威爾大道（德卡爾布大道） · 尖峰時段往86街-格雷夫森德（德卡爾布大道）              |

此站設有地下3層。僅位於地面下方的是IND夾層，然後是IND月台，最後最深層的是BMT月台。BMT月台亦擁有其夾層，另外設有一條樓梯、兩條扶手電梯以及一部升降機連接IND夾層。
兩個車站只位於一個街區之隔，但77年來兩站都沒有任何連接。1981年，MTA將此站IND部分與其他69個車站列為最糟糕的地鐵站。然而，2005年計劃翻新12個地鐵站的計劃，包括兩個傑伊街-都會科技車站均無限期押後。
2007年3月批出了車站翻新的合約大都會運輸署興建了一條長175英呎的轉乘通道，作為其2005－2009年度資金計劃的一部分。該項1億6450萬美元計劃同時將車站改建為符合美國殘疾人法案標準以及改善上夾層的外觀 。2010年12月10日轉乘通道開通時，綜合體啓用現時名稱。轉乘通道預計每日有大約35,000名乘客受惠。
2009年在此站安裝的藝術品名為「Departures and Arrivals」，由本·斯奈德製作。此藝術品包括長173英呎的玻璃馬賽克，描繪了不同動物，包括歐椋鳥、麻雀、獅子魚、鸚鵡、虎甲蟲以及錦鯉魚，作為MTA交通藝術計的的一部分，在車站綜合體翻新時安裝。

## IND月台
傑伊街-都會科技車站（英語：Jay Street–MetroTech），興建車站綜合體前曾稱為「傑伊街-區公所車站」（Jay Street–Borough Hall），同時是IND福爾頓街線和IND卡爾弗線的快車地鐵站。此站設有兩個島式月台和四條軌道可作為跨月台轉車站使用。福爾頓街線使用中央「快車」軌道；而卡爾弗線則使用外側「慢車」軌道。雖然現時所有路線都將IND第八大道線列車引往福爾頓街線；都將IND第六大道線列車引往卡爾弗線，但車站以北設有剪式橫渡線，容許第八大道-卡爾弗或第六大道-福爾頓街服務運行，不過這些轉轍器只在服務受干擾時使用。
每個月台都設有6條樓梯和一部升降機，上升到全長的夾層。翻新以前，整個夾層都在付費區內，但翻新時分隔成為兩部分。現在，夾層有一個較大的南面部分，連往南出口、中央出口以及前往BMT月台的通道，另有一個較小的北面部分，只連往北出口。兩部分的夾層被一面大型白式牆壁阻隔。

## BMT月台
傑伊街-都會科技車站（英語：Jay Street–MetroTech），車站興建以前稱為「羅倫斯街-都會科技車站」（Lawrence Street–MetroTech），是BMT第四大道線的一個慢車地鐵站，設有一個狹窄的島式月台和兩條軌道。與IND車站不同，軌道牆壁上沒有瓷磚。
月台上方一個狹窄的夾層連接車站兩個最東端的閘機區。其仍設有原初的方向指示牌「往羅倫斯街」和「往橋街」。
此月台設有一個狹窄的只往上的扶手電梯，避開羅倫斯街和威勞比街的閘機，前往一個小型空間，只設有兩部全高式只限出閘的閘機。一條很短的樓梯連接該空間和該路口的東南角街梯。

## 運鈔列車月台

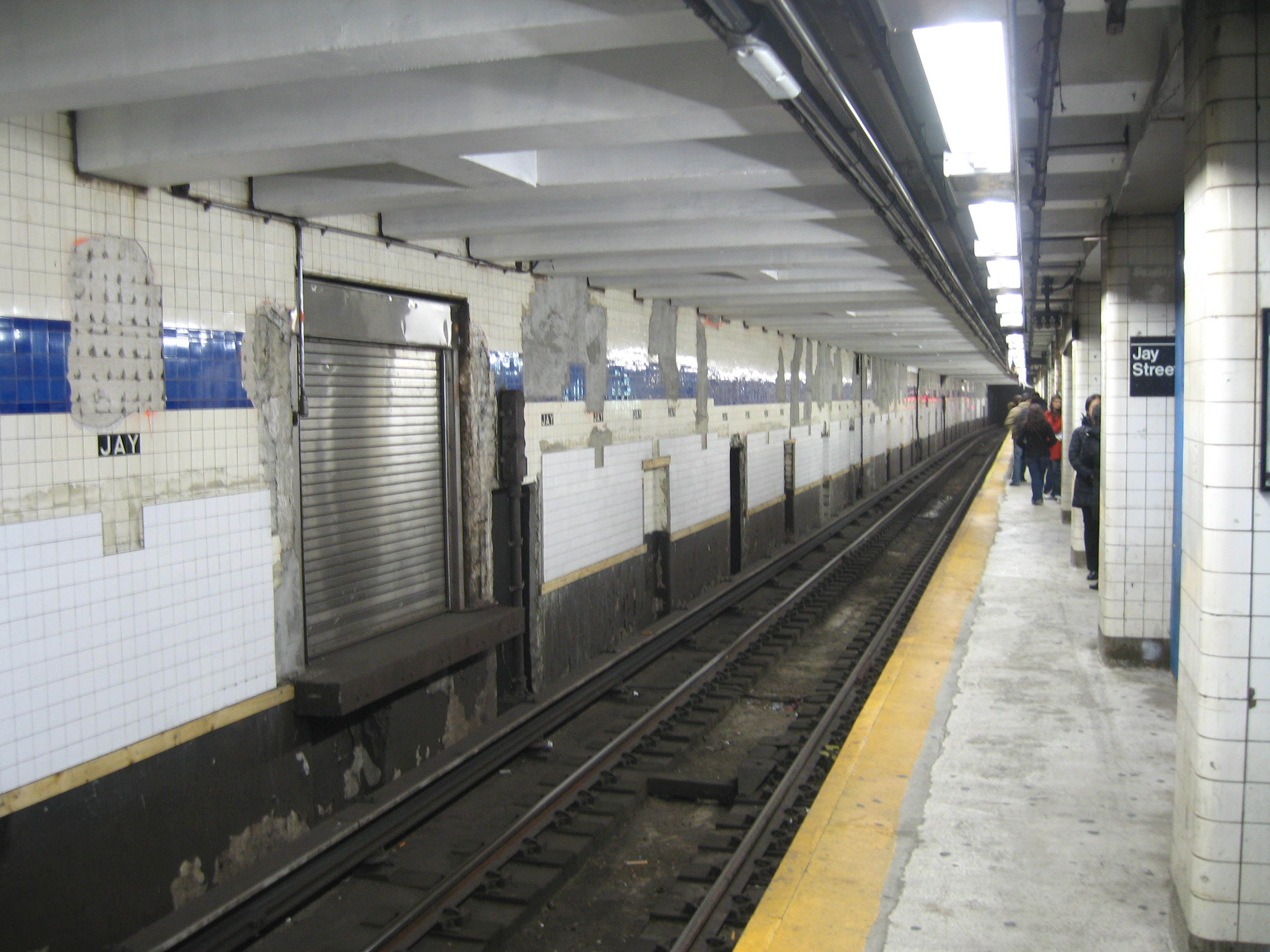
運鈔列車門，在IND月台南行軌道

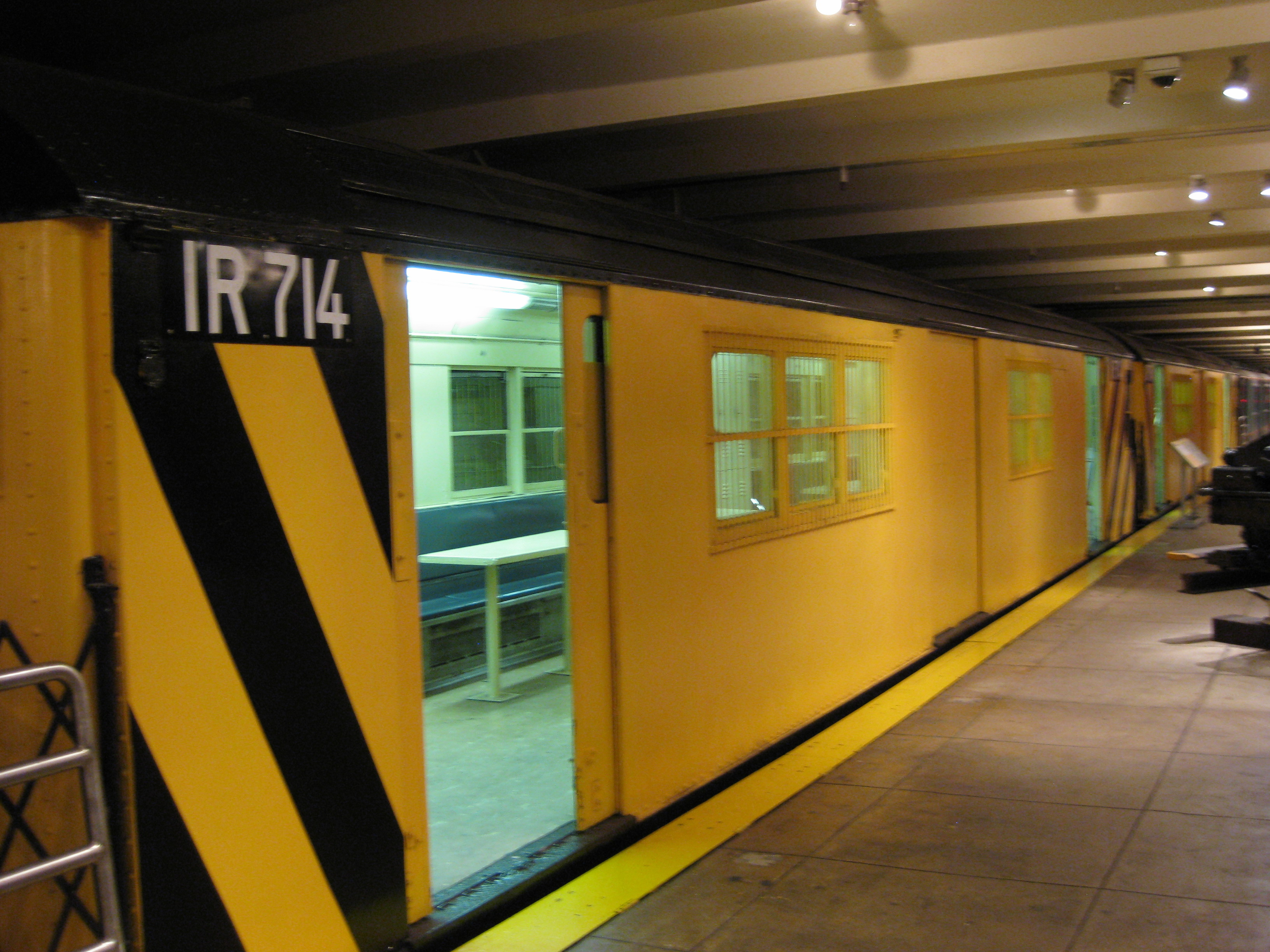
紐約地鐵一個已退役的運鈔列車車箱

過去，在地鐵站付費的現金將由運鈔列車收集，並送到一個特別門，前往傑伊街370號下方一個算錢室。月台在1951年建造，同年大廈開放，不過「運鈔列車」在1905年起就已經在系統內使用。月台選擇在傑伊街370號旁的原因是因為其較方便，所有三間地鐵公司都在附近設有隧道。代幣在1951年成為紐約市公共交通媒介，而代幣在2003年才在包括地鐵的整個紐約市公共交通系統停用。這意味着運鈔列車再也沒有使用必要，2006年12月月台關閉。運鈔列車同時退役，但理由不同：它們運行緩慢，而大都會運輸署關注運鈔列車將延誤其他列車營運。運鈔列車現時成為鄰近的紐約交通博物館展品的一部分，而由2015年10月起，博物館加入了另一項展覽：「傑伊街370號的秘密生活」（The Secret Life of 370 Jay Street），顯示大廈各種用途的歷史。
現時組成紐約地鐵的三間前公司（IND、BMT以及IRT）都擁有各自的運鈔列車月台。IND運鈔列車在IND卡爾弗線北行軌道卸鈔，現時仍可看見的門，其牆壁連接保險庫。BMT來說在此站以西設有第二月台，在兩條軌道的剪式橫渡線後面，同時是三個運鈔列車月台當中最深的。第三個月台位於IRT東公園道線隧道，通過此地區附近，出於同樣目的而興建。

## 外部連結
- nycsubway.org—IND 8th Avenue: Jay Street/Borough Hall
- nycsubway.org—BMT Broadway Subway: Lawrence Street/Metrotech
- nycsubway.org — Departures and Arrivals Artwork by Ben Snead (2009) （页面存档备份，存于）
- Station Reporter — A Lefferts
- Station Reporter — A Rockaway
- Station Reporter — C Train
- Station Reporter — F Train
- Station Reporter — R Train
- The Subway Nut — Jay Street–Borough Hall Pictures （页面存档备份，存于）
- The Subway Nut — Lawrence Street–Metro Tech Pictures （页面存档备份，存于）
- MTA.info — Welcome to the New Jay Street/MetroTech Station! （页面存档备份，存于） Made December 10, 2010.
- Willoughby Street entrance from Google Maps Street View （页面存档备份，存于）
- Myrtle Avenue entrance near MetroTech from Google Maps Street View （页面存档备份，存于）
- Fulton Mall entrance from Google Maps Street View （页面存档备份，存于）
- Lawrence Street entrance from Google Maps Street View
- BMT platform from Google Maps Street View
- IND platforms from Google Maps Street View